# Stanisław Wszelaki

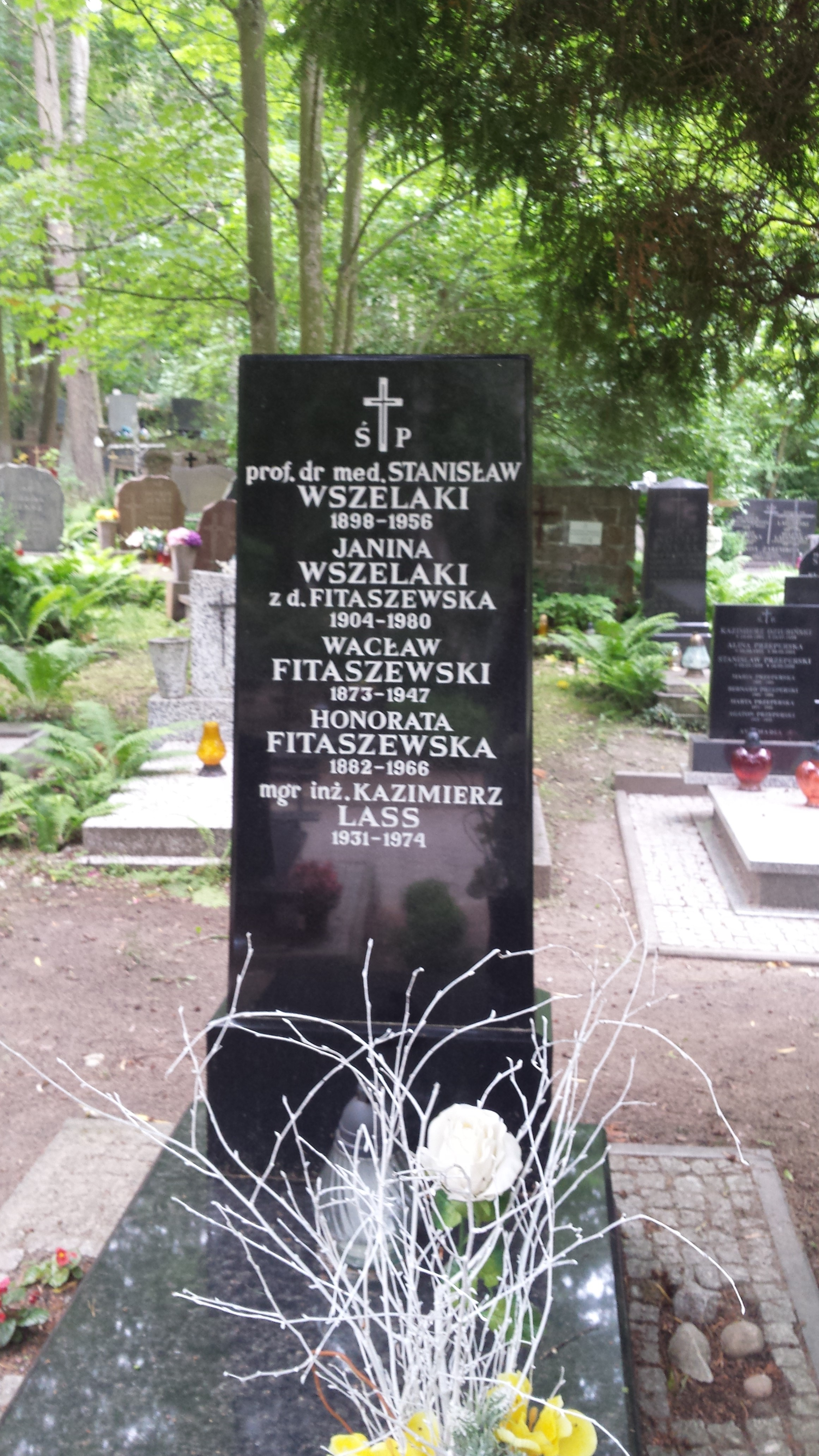
Grób profesora Stanisława Wszelakiego na Cmentarzu Srebrzysko w Gdańsku

Stanisław Juliusz Wszelaki (ur. 29 października 1898 w Warszawie, zm. 14 stycznia 1956 w Gdańsku) – lekarz kardiolog, major Wojska Polskiego, doktor medycyny, profesor Akademii Lekarskiej w Gdańsku

## Życiorys
Syn Jana i Gabrieli, początkowo był uczniem gimnazjum im. Mikołaja Reja w Warszawie, a następnie wyjechał do Moskwy, gdzie kontynuował naukę w gimnazjum C.K.O. Królestwa Polskiego. Po jego ukończeniu w 1916 rozpoczął studia medyczne na Uniwersytecie Moskiewskim, ale po wybuchu rewolucji październikowej wrócił do Warszawy i studiował na Wydziale Lekarskim Uniwersytetu Warszawskiego. W 1923 uzyskał stopień doktora wszech nauk medycznych. Rozpoczął pracę jako starszy ordynator oddziału wewnętrznego szpitala szkolnego Centrum Wyszkolenia Sanitarnego. Wstąpił do organizacji „Zet” oraz został rzecznikiem dyscyplinarnym Warszawsko-Białostockiej Izby Lekarskiej. Należał do Towarzystwa Lekarskiego Warszawskiego i Towarzystwa Internistów Polskich, wykładał na Uniwersytecie Warszawskim. Podczas powstania warszawskiego przebywał na terenie Warszawy, a po jego upadku był pracował w ambulatorium zorganizowanym na terenie Zakładów Mechanicznych „Ursus”.
W 1945 przeniósł się do Gdańska, gdzie był jednym z organizatorów Akademii Lekarskiej. Należał do założycieli Kliniki Chorób Zakaźnych, którą kierował do stycznia 1948. Równolegle stał na czele I Kliniki Chorób Wewnętrznych, udzielał się w Polskim Towarzystwie Kardiologicznym. Od 1948 skupił się na pracy naukowej.
Od 1935 był mężem Janiny Fitaszewskiej (1904–1980). Jego córką była dr Ewa Wszelaki-Lass (1936–2018), ginekolog, a wnukiem był Piotr Lass, specjalista w zakresie medycyny nuklearnej, profesor nauk medycznych, dziekan Wydziału Nauk o Zdrowiu Akademii Medycznej w Gdańsku i Gdańskiego Uniwersytetu Medycznego w latach 2006–2016. 
Zmarł nagle 14 stycznia 1956. Pochowany na Cmentarzu Srebrzysko w Gdańsku (rejon IX, kwatera profesorów-1-16).

## Dorobek lekarski
Ogłosił 35 prac naukowych, podręczników medycznych dot. bakteriologii i chorób wewnętrznych.
- „Ostre choroby zakaźne” V tomów (wyd. 1952)
- „Zarys kliniki chorób zakaźnych” (wyd. 1957)

## Ordery i odznaczenia
- Złoty Krzyż Zasługi (dwukrotnie: 19 marca 1937[3], 25 lutego 1939[4])
- Medal Niepodległości (16 marca 1937)[5]
- Medal 10-lecia Polski Ludowej (18 lipca 1955)[6]